# Jack Coleman (cestista)
Jack Lillard Coleman (Burgin, 23 maggio 1924 – Burgin, 8 dicembre 1997) è stato un cestista statunitense, professionista nella NBA.

## Carriera
Venne selezionato dai Rochester Royals al secondo giro del Draft BAA 1949 (22ª scelta assoluta).

## Palmarès
- Campionato NBA: 2

Rochester Royals: 1951
St. Louis Hawks: 1958
- NBA All-Star (1955)